# Salzburg-Süd

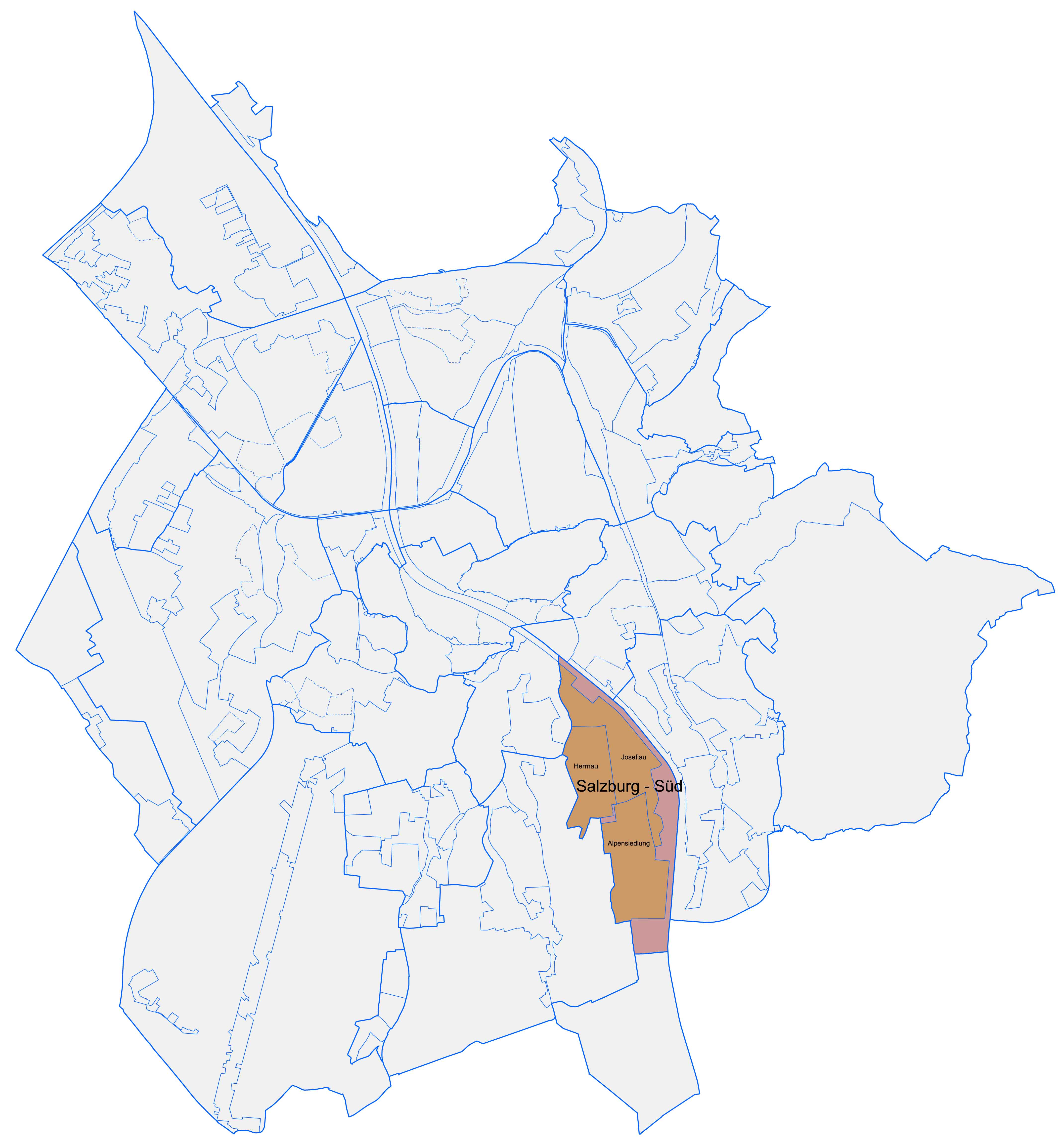
Der Stadtteil Salzburg Süd in Salzburg

Salzburg-Süd ist der linksufrige salzachnahe Stadtteil im Süden der Stadt Salzburg. Im Norden und Nordwesten grenzt Nonntal an diesen Stadtteil. Dabei bildet der Eschenbach und der schmale Grünraum beiderseits desselben die Grenze zwischen den Stadtteilen. Im Osten schließt die Salzach, im Westen der von Markus Sittikus von Hohenems angelegte Landschaftsgarten beiderseits der Hellbrunner Allee an. Im Süden endet der geschlossene Siedlungsraum bei der Hellbrunner Brücke.
Der Stadtteil Salzburg-Süd besteht aus den Siedlungsgebieten Josefiau, Herrnau und Alpensiedlung. In Salzburg-Süd leben heute gut 11.000 Bewohner.
Der gesamte Stadtteil gehört zur Salzburger Katastralgemeinde Morzg. Im Rahmen der Gliederung der katholischen Pfarrsprengel ist Salzburg-Süd zur Gänze der Pfarre Sankt Erentrudis in der „Gottessiedlung“ Herrnau zugeordnet. Salzburg-Süd hat außerdem Anteil am Landschaftsschutzgebiet Salzburg-Süd.

## Gliederung des Stadtteils
Unter dem Begriff Salzburg-Süd lassen sich schlüssig drei eng miteinander verbundene und ineinander verwobene Stadtteile bzw. Siedlungskerne zusammenfassen: Josefiau, Herrnau und Alpensiedlung. Die Josefiau ist in ihren Anfängen um Josefiaustraße und Aspergasse nach 1925 gewachsen, die Herrnau und die Alpensiedlung nach 1950. Es erscheint so folgerichtig, dass auch die Bezeichnung Salzburg-Süd selbst ein neuer Kunstname ohne historische Bezüge ist.
Alle drei Stadtteile entstanden im früheren salzachnahen Landschaftsraum der Josefiau, der durch die Salzachregulierung – hier um 1890 vorgenommen – als Siedlungsraum nutzbar wurde.

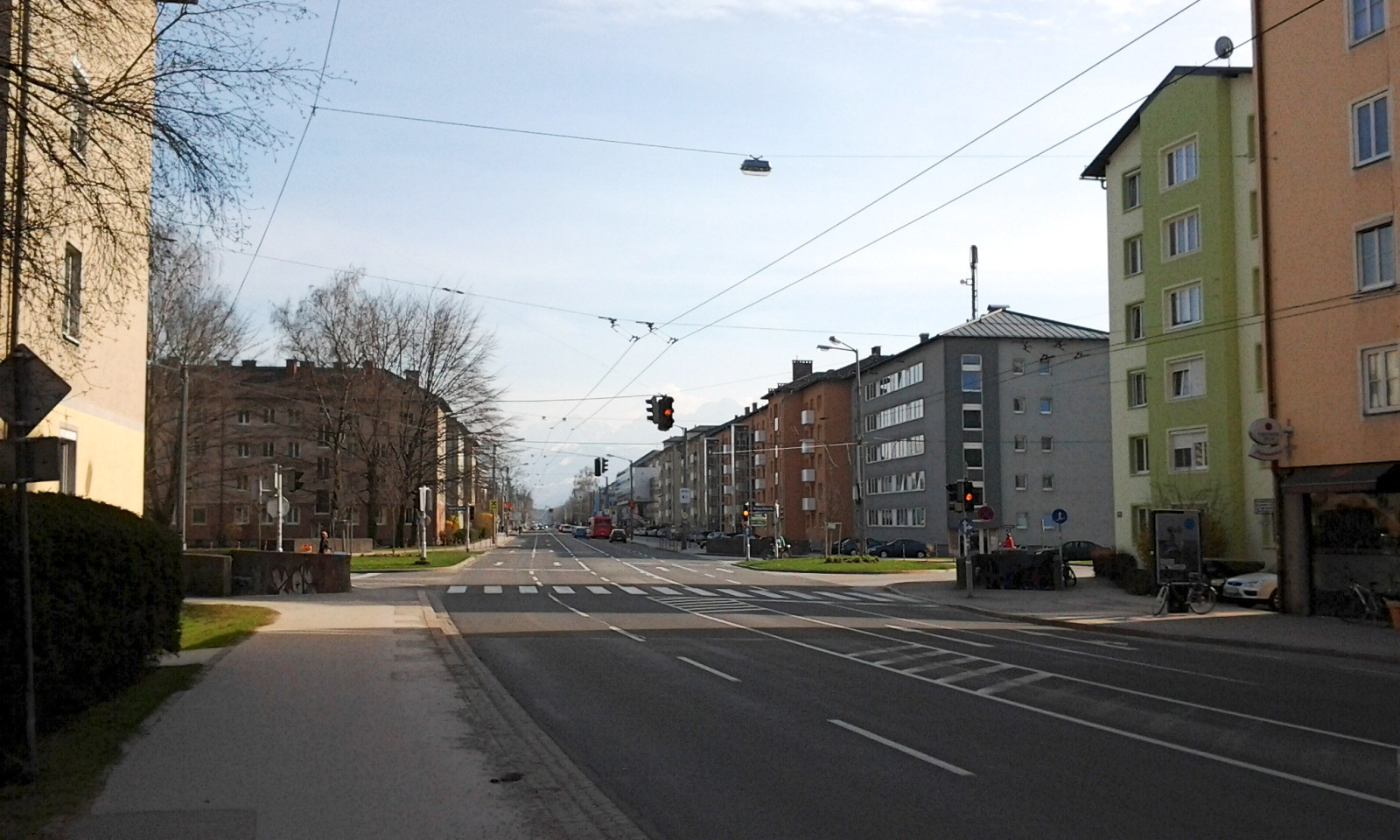
Die Alpenstraße auf Höhe der Josefiau-Siedlung

- Josefiausiedlung

Die Josefiau-Siedlung ist der älteste Siedlungskern von Salzburg Süd. Sie entstand in seinen stadtnahen Teilen um die Aspergasse (mit ihren Seitenstraßen Solaristraße, Mascagnigasse und Dariogasse) und um die Josefiaugasse (mit ihren Seitenstraßen Enzingergasse, Naumanngasse, Rottmayrgasse, Pezoltgasse und Fischbachstraße) zwischen 1925 und 1935, also vor dem Zweiten Weltkrieg.
- Alpensiedlung

Die Alpensiedlung entstand wenige Jahre nach dem Zweiten Weltkrieg aus einem provisorischen deutschen Wehrmacht-Heereslager der Pioniere der Zeit des Zweiten Weltkrieges, das den Namen Alpenlager trug. Sie ist heute eines der größten Gewerbegebiete der Stadt Salzburg.
- Siedlung Herrnau

Die Herrnauer Siedlung liegt im ältesten Kern nächst dem gleichnamigen Schloss Herrnau. Dieser alte Kern wurde in den Jahren zwischen 1955 und 1960 als Bausparer-Siedlung der Bausparkasse Wüstenrot erbaut.

## Verkehr
Die dominante Verkehrsachse des Stadtteiles Salzburg-Süd ist die Alpenstraße, die gemeinsam mit der Ignaz-Harrer-Straße (im Stadtteil Lehen) verkehrsreichste Straße der Stadt Salzburg abseits der Autobahn. Das Nordende der Alpenstraße bildet gleichzeitig die Grenze zum Stadtteil Nonntal. (Danach wird die nach Norden verlängerte Verkehrsachse der Alpenstraße Hellbrunner Straße genannt.) Die Alpenstraße ist Teil der Salzburger Straße B150. Befahren wird sie von den städtischen O-Buslinien 3 und 8 sowie von der Albus-Autobuslinie 28, dabei von allen mit Anschluss an die Buslinie 22.
Die ÖBB-Haltestelle Salzburg Süd an der Giselabahn, die neben der S-Bahn auch durch den Fernverkehr von/nach Graz bedient wird, befindet sich auf der anderen Seite der Salzach.

## Natur- und Landschaftsschutz

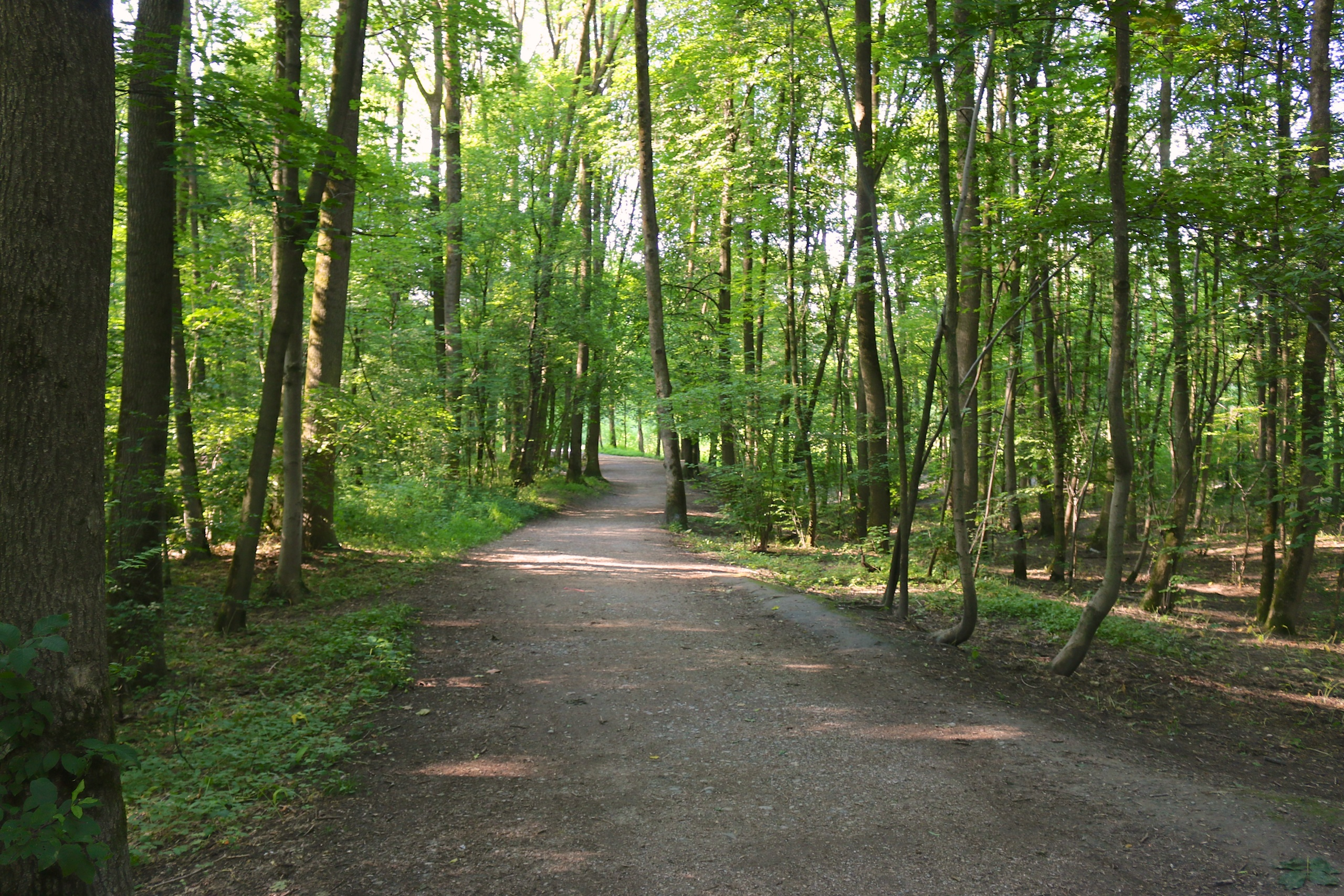
Im Geschützten Landschaftsteil Josefiau

Seit 1981 besteht das Landschaftsschutzgebiet Salzburg-Süd in der jetzigen Form. Das großräumige Gebiet (rund 12 km²), das sich auch auf den Stadtteil Morzg und die Gemeinden Anif und zu geringen Teilen auf Grödig, Elsbethen und Puch bei Hallein erstreckt, nimmt innerhalb des Stadtteils Salzburg-Süd den Westen des Raums Herrnau ein.
Im gesamten Landschaftsschutzgebiet gibt es mehrere geschützte Landschaftsteile und Naturdenkmäler, von denen aber keines sich im Stadtteil Salzburg-Süd befindet. Geschützte Naturobjekte gibt es in Salzburg-Süd außerhalb des Landschaftsschutzgebiets, und zwar das Naturdenkmal
- Eichen an der Faistauergasse (Josefiau)

sowie die geschützten Landschaftsteile
- Hellbrunner Straße (Baumbestand an der Grenze von Josefiau und Stadtteil Nonntal)
- Josefiau (Restbestand der ursprünglich weitläufigen Salzachau auf Höhe Josefiau)
- Baumreihe Hans-Sperl-Straße und Eschenbachgasse (Herrnau)

(siehe auch → Liste der geschützten Landschaftsteile der Stadt Salzburg, → Liste der Naturdenkmäler in Salzburg)